# حزقيال كارلوس روجاس
حزقيال كارلوس روجاس (بالإسبانية: Juan Carlos Rojas)‏ هو دراج كوستاريكي، ولد في 22 ديسمبر 1981 في ألفارو رويس في كوستاريكا.

## وصلات خارجية
- حزقيال كارلوس روجاس على موقع أرشيف الدراجات (الإنجليزية)
- حزقيال كارلوس روجاس على موقع إحصائيات الدراجات الإحترافية (الإنجليزية)
- حزقيال كارلوس روجاس على موقع نسبة الدراجات (الإنجليزية)